# المهتدی بالله البلقیه

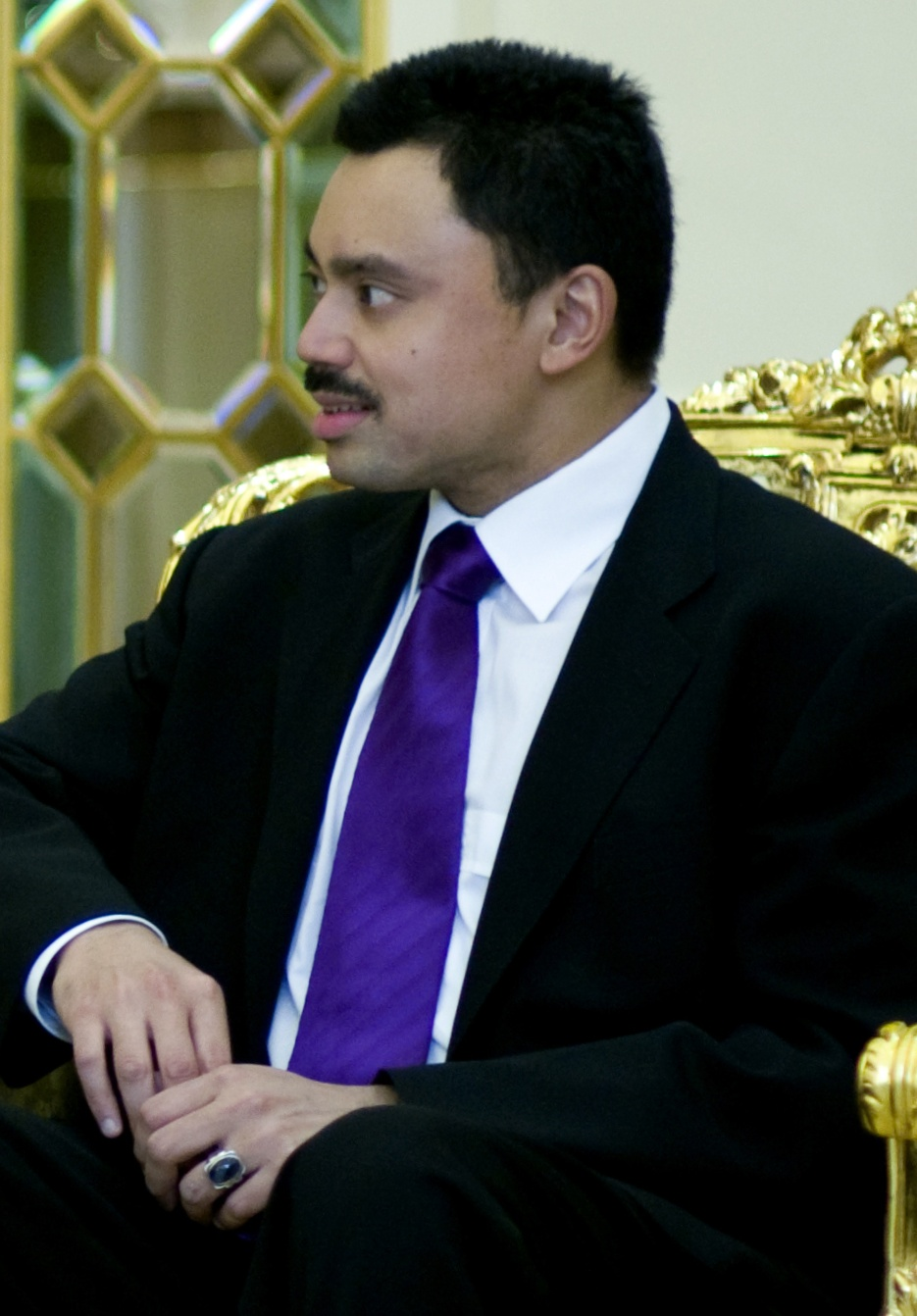
المهتدی بالله البلقیه

حاجی المهتدی بالله البلقیه پسر بزرگ سلطان حسن البلقیه و همسرش ملکه صالحه بنت محمد عالم برونئی است. او ولیعهد برونئی دارالسلام و نخستین فرد در خط جانشینی تاج و تخت برونئی است.